# Шефа
Шефа — провінція держави Вануату, що займає територію островів Епі, Ефате і островів Шеперд. Назву провінція отримала за назвами Шеперд і Ефейт (Efate). Населення 78 723 осіб (2009), площа 1 455 км². Адміністративний центр провінції — місто Порт-Віла, яке є одночасно столицею всієї країни.